# 普洛先卡
49°12′22″N 38°5′13″E / 49.20611°N 38.08694°E
普洛先卡（烏克蘭語：Площанка）是位於烏克蘭東部的村莊，由盧甘斯克州斯瓦托韋區的克拉斯諾里琴斯凱市鎮負責管轄。該村始建於1772年，面積0.26平方公里，海拔高度131米，2001年人口135，人口密度每平方公里519.2人。